# Жигайлов, Николай Николаевич
Николай Николаевич Жигайлов (род. 19 декабря 1905 —  16 июня 1971) — советский военный времен Великой Отечественной войны, генерал-майор.

## Биография
Родился 19 декабря 1905 года в селе Козине, волостном центре Каневского уезда Киевской губернии (ныне — село Мироновского района Киевской области). Украинец.
В ряды РККА призван в 1927 году Новгородским РВК Ленинградской области. Член ВКП(б) с 1930 года.
Принимал участие в Польском походе Красной армии в 1939 году.
Участник Великой Отечественной войны с 22 июня 1941 года. Воевал на Юго-Западном, Западном, Донском, Сталинградском, Южном, Калининском, 1-м и 2-м Прибалтийских и 1-м Белорусском фронтах. Дважды был ранен, один раз тяжело.
Помощник начальника разведывательного отдела штаба 5-го кавалерийского корпуса капитан Н.  Н.  Жигайлов принимал участие в оборонительных боях под Бердичевом и Белой Церковью летом 1941 года. Впоследствии — начальник 2-го (разведывательного) отделения штаба 6-й гвардейской кавалерийской дивизии. С ноября 1942 года — командир 25-го, а позже — 23-го гвардейских кавалерийских полков той же дивизии. Войну гвардии полковник Н.  Н.  Жигайлов закончил в должности заместителя командира 15-й гвардейской кавалерийской дивизии по строевой части 7-го гвардейского кавалерийского корпуса.
После войны продолжил военную службу в ВС СССР. В запас генерал-майор Н.  Н.  Жигайлов вышел с должности командира дивизии. Жил в городе Первомайске Николаевской области, где и умер 16 июня 1971 года. Похоронен на кладбище по улице Одесской.

## Награды
- два ордена Ленина (31.05.1945, 20.04.1953[4]);
- четыре ордена Красного Знамени (16.08.1942, 03.01.1944, 12.03.1945, 24.06.1948[4]);
- орден Богдана Хмельницкого 2-й степени (29.06.1945);
- орден Суворова 3-й степени (05.10.1943);
- орден Александра Невского (20.04.1943);
- два ордена Красной Звезды (29.12.1941, 03.11.1944[4]);
- медали.